# 액션 로망 범피 트롯
액션 로망 범피 트롯은 IREM SOFTWARE ENGINEERING가 제작하고 SCEI가 배급한 플레이스테이션 2용 게임의 하나이다.
자유도가 높은게임이라 인기가 높은편이지만 '완다와거상'에 묻힌 숨은 히트작이다.

## 시작되는 이야기
맨 처음 주인공은 해변가에 쓰러져 있었고 약초를 캐러왔던 '코니' 가 이를 발견하고 도와준다. 주인공은 코니의 도움으로 정신을 차릴수 있었는데 마을로 가기 위해 계곡 사이를 지나려하자 절벽 위에서 어떤 로봇(비클)의 미사일이 날라와 계곡 위에 있던 커다란 돌이 떨어져 길이 막히게 된다. 이를 계기로 주인공은 버려진 고물 비클을 타게 되는데 여기서 튜토리얼이 나오면서 본격적인 게임이 시작된다. 주인공은 단기 기억상실증에 걸려 자신이 왜 해변가에 쓰러져있는지 기억하지 못한다. 이 때문에 자신의 기억을 찾기 위해 여행을 떠나는데 도중 코니가 보컬로 활동하고 있는 '트롯 악단' 과 자주 마주하며 코니를 만나게 된다. 또한 이를 계기로 트롯 악단에서 음악을 연주하기도 하며 스토리를 진행하다보면 여러 조직들이 나오면서 게임의 분기점을 만들기도 한다.

## 특징
액션 로망 범피트롯은 '비클'이라는 로봇을 타고다니면서 메인 퀘스트를 중점으로 이야기를 펼쳐나가는데 서브 퀘스트가 대수 존재하며 길거리에서 음악 연주를 하거나 자신 만의 집을 꾸미거나 여자 친구를 만들거나 게임 내에 존재하는 토너먼트에 참가해서 자신의 실력을 확인할 수도 있다. 또한 게임에서 제일 중요한 탑승물 비클을 꾸미는 것이 제일 큰 즐거움이라고 말할 수 있다. 거기다 메인 퀘스트가 끝난 뒤에도 여러 가지 이벤트와 퀘스트가 존재한다.

## 비클
'비클' 이란 범피트롯 세계관으로 말해서 '자동차' 같은 것으로 여러 가지 타입으로 분류되어있다. 공장에서 사용하는 '작업용 비클' 이나 순수한 이동용으로 만들어진 '차량 비클' 등이 있다. 그중 주인공은 아무것에도 속하지 않은 '노멀 비클' 을 타고 다닌다. 노멀 비클은 말 그대로 상황에 따라 장비를 교체하여 사용할 수 있는 비클로 제일 보급 되어있는 비클중 하나다. 비클을 만든 사람은 '너트맥'이라는 박사로 게임 내 히로인 '코니' 와 잘 아는 사이로 스토리를 진행하다보면 만날수 있다.

## 제작사 아이렘소프트의 매력
아이렘소프트는 여러 게임을 만든 일본의 중소기업 인데 범피트롯 이외에 '절체절명 도시'라는 이름의 대작 게임을 하나더 만들었다. 아이렘소프트의 가장큰 특징은 여러 가지 분기점과 선택지다. 범피트롯을 진행하다 보면 중간중간 대답을 하는 타이밍에서 선택지가 나오는데 보통 3가지 이상으로 긍정,부정,흥미없음 이 대표적인 대답 선택지로 나타난다. 게임에 영향을 미치는 선택지도 나오지만 대부분 영향을 미치지 않고 각 선택지마다 다른 반응을 보일 뿐이다. 하지만, 이러한 여러 가지 선택지를 만듦으로써 게임을 좀더 자유도 있게 즐길수 있다는 것이 하나의 매력이 아닐까?

## 등장인물
주인공- 바닐라빈즈(맨 처음 게임을 시작할 때 주인공의 이름을 직접 정할 수 있는데 그때 아무것도 적지 않고 결정 버튼을 누를 경우 '바닐라 빈즈'라는 이름이 자동으로 입력된다.)주인공 이하, 바닐라 빈즈는 괭이 갈매기 해안 해변가에서 쓰러져 있었는데 그것을 코니가 발견하면서 스토리가 시작된다. 빈즈 자신은 왜 해변가에 쓰러져 있는지 기억하지 못하는데 그것을 알아내기 위해 버려진 비클인 '카모밀 타입ll'를 타고 기억을 찾기위한 여행을 떠난다.
히로인-코니트롯악단에서 보컬을 맡고 있으며 여러 악기 사용에도 능하다. 해변가에 쓰러져있던 주인공을 발견한 인물이기도 하며 스토리상에서 강조는 안하지만 사실상 주인공의 히로인급 등장인물이다. 강조하지 않는다는 말 뜻은 게임 중간중간 주인공을 어떻게 생각하는 질문에 '그저 친구.'라는 식의 답변 밖에 하지 않는다. 하지만 게임을 통해 집에 초대하여 시간을 함께보낸다던지 선물을 준다던지하여 친밀도를 높일수있다.
마조람 트롯악단의 드럼담당으로 독수리융단공장에서 처음만날수있으며 자신의 트롯비클인 '옐로베어'라는 비클에는 연료를 실어 연료보급담당도 맏고있다.
바질 트롯악단의 우드베이스담당으로 독수리융단공장에서 킬러엘리펀트단의 동태를 살피는것으로 처음 등장한다. '그린리프'라는 비클을타고 다닌다.
펜넬 트롯악단의 기타담당으로 몸시 차갑고 음악에 열정으로 살아가는 캐릭터이다. 후에 자신만의음악을하겠다며 트롯악단을 탈퇴한다. 펜넬의 비클인 '블루썬더'는 강력한 바주카암이 장착되어 있고 스토리진행중 개최되는 '비클 배틀토너먼트'에서 2차전에 붙을수있다.
세이보리 트롯악단의 코러스담당으로 코니가 맘에 안든다면 꼬실수도있는 캐릭터다. 비클인 '와일드 스트로베리'를 타고다닌다.
덴들라이언 트롯악단의전 리더이자 바이올린 공방에서 악기를손보고있다 스토리진행중 바질의 우드베이스를 손보러가면서 만나게된다.

## 유적
- 박물관

1. 범피트롯에서 부가적인 요소로 등장하는 유적은 각 던전마다 특징을 가지고 있다. 그리고 맨 처음 스토리를 진행하다보면 엘레펀트 도적단이 네프로 마을을 습격하는 바람에 박물관이 파괴되는데 이후 보물이나 화석등을 박물관에 판매할 수 있게 된다. 초반에 좋은 돈 벌이 수단중 하나이다.
2. 박물관에 얻을 수 있는 모든 보물과 화석을 모두 가져다 줄 경우 '박물관 플레이트'를 획득할 수 있다.

- 데저트 호넷단 로라

각 유적에서 4개씩 얻을 수 있는 보석이 존재하는데 이것을 12종류 모두 모아 데저트 호넷단 두령인 로라 에게 가져다줄 경우 자신의 방 열쇠를 준다. 그곳에서 (아쉽지만 혼자)잘수있으며 무기 '개틀링 암' 을 얻을 수 있다. 하지만, 로라의 마음을 얻기 위해선 엄청난 노가다가 필요하다.

### 시원해 유적
위치 - 레이븐 요새 중앙벽면 쪽에 있다.
1. 보물 - 영웅의 사서, 왕의 미이라, 중세의 왕관, 왕의 지팡이, 보석 틀니, 장군의 주사위, 경국 지색의 탈롯, 사막의 왕 가면, 왕비의 구두, 황제의 베개, 왕의 방패, 공작의 깃털펜, 벨벳 망토, 독사과의 독, 나비 나이프.
2. 보석 - 가넷, 아메지스트, 아쿠아마린, 다이아몬드.

### 골든 폐광
위치 - 골든 마을의 왼쪽 수렛길 따라가면 나온다.
1. 보물 - 자기 항아리, 비너스상, 도기 그릇, 도기 병사상, 고대의 마구, 니케상, 글래스, 나무로 만든 곰, 중세의 그릇, 도기 항아리, 자기 식기, 해골 수정, 목제 바퀴, 무사 갑옷, 행운을 부르는 고양이상
2. 보석 - 사파이어, 오팔, 토파즈, 타코이즈.

### 비샌다 신전
위치 - 피존 목장에서 출발할 경우에는, 호수 왼쪽 벽을 붙어 쭉 나아갈 경우 적 로봇이 보이는 곳 주변에 동굴이 있다.
1. 보물 - 여왕의 목걸이, 동양의 부채, 중세의 창, 기사의 갑옷, 색유리 병, 인어의 구두, 위인의 만화경, 모험왕의 서사시, 동양의 병법서, 비취 체스세트, 일본도, 주술 가면, 불로불사의 약, 수학자의 왕관, 소녀 인형, 귀신 가면.
2. 보석 - 에메랄드, 문스톤, 루비, 페리도트.

## 평가
| 평가 |        |
| --- | ------ |
| 통합 점수 통합사 점수 메타크리틱 74/100 [ 1 ] 평론 점수 평론사 점수 에지 7/10 [ 2 ] 유로게이머 7/10 [ 3 ] 패미츠 32/40 [ 4 ] 게임 인포머 5.5/10 [ 5 ] 게임 레볼루션 B [ 6 ] 게임프로 [ 7 ] 게임스팟 7.1/10 [ 8 ] 게임스파이 [ 9 ] 게임트레일러스 7/10 [ 10 ] 게임존 7.1/10 [ 11 ] IGN 7.3/10 [ 12 ] OPM (US) [ 13 ] The A.V. Club A− [ 14 ] |        |
| 통합 점수 |        |
| 통합사 | 점수   |
| 메타크리틱 | 74/100 |
| 평론 점수 |        |
| 평론사 | 점수   |
| 에지 | 7/10   |
| 유로게이머 | 7/10   |
| 패미츠 | 32/40  |
| 게임 인포머 | 5.5/10 |
| 게임 레볼루션 | B      |
| 게임프로 | [ 7 ]  |
| 게임스팟 | 7.1/10 |
| 게임스파이 | [ 9 ]  |
| 게임트레일러스 | 7/10   |
| 게임존 | 7.1/10 |
| IGN | 7.3/10 |
| OPM (US) | [ 13 ] |
| The A.V. Club | A−     |